# Calypso (Carolina do Norte)
Calypso é uma cidade  localizada no estado norte-americano de Carolina do Norte, no Condado de Duplin.

## Demografia
Segundo o censo norte-americano de 2000, a sua população era de 410 habitantes.
Em 2006, foi estimada uma população de 480, um aumento de 70 (17.1%).

## Geografia
De acordo com o United States Census Bureau tem uma área de 2,5 km², dos quais 2,5 km² cobertos por terra e 0,0 km² cobertos por água.

## Localidades na vizinhança
O diagrama seguinte representa as localidades num raio de 20 km ao redor de Calypso.